# Queen of Rain
Queen of Rain – singel szwedzkiego duetu Roxette. Został wydany w październiku 1992 jako promocja albumu Tourism. Utwór został nagrany podczas sesji do płyty Joyride i miał zamykać longplay. Zdecydowano, że utworem kończącym płytę będzie Perfect Day.
W 1996 roku duet nagrał hiszpańskojęzyczną wersję tej piosenki pod tytułem "Una reina va detrás de un rey" i zamieścił ją na płycie Baladas En Español.

## Utwory
- Queen of Rain
- It Must Have Been Love (live)
- Paint (live)
- Pearls of Passion